# ژان خوزه کوئنکا
ژان خوزه کوئنکا (انگلیسی: Jean-José Cuenca؛ زادهٔ ۲۲ آوریل ۱۹۸۶) بازیکن فوتبال اهل فرانسه است.